# František Kriegel
František Kriegel (Stanisławów, actual Ivano-Frankivsk, 10 de abril de 1908 - Praga, 3 de diciembre de 1979) fue un político y médico checoslovaco, miembro del ala reformista del Partido Comunista de Checoslovaquia (KSČ por sus siglas en checo y eslovaco) durante la Primavera de Praga (1968). Fue el único de los líderes políticos que, durante la invasión de Checoslovaquia por el Pacto de Varsovia, se negó a firmar el Protocolo de Moscú.

## Primeros años
František Kriegel nació en Stanisławów (hoy Ivano-Frankivsk), Austria-Hungría (actual Ucrania) en la familia de un constructor judío. Su padre murió cuando František tenía diez años y la familia pasó a depender de la ayuda de su abuelo. Debido al feroz antisemitismo en Galitzia en ese momento, el joven Kriegel dejó su hogar para estudiar medicina en la parte alemana de la Universidad Carolina en Praga (en vez de la cercana Universidad de Leópolis donde había una cuota judía no oficial en el lugar). Su madre solo pudo darle un poco de dinero y seis camisas blancas.

## Praga
Kriegel tenía que ganarse la vida en una zapatería o como figurante de teatro (incluso vendía salchichas en estadios de fútbol), pero disfrutaba de una vida independiente en la muy tolerante sociedad de Checoslovaquia en la década de 1920. Durante la Gran Depresión, se unió al Partido Comunista de Checoslovaquia (KSČ) y creía que la justicia social y nacional resolvería el problema de los pobres y la cuestión judía. Se doctoró en medicina en 1934 e inició su carrera en la I Clínica de Medicina Interna de Praga.

## España y el Lejano Oriente
En diciembre de 1936, Kriegel se unió a las Brigadas Internacionales para luchar contra los nacionalistas españoles del general Franco en la Guerra Civil Española. Se desempeñó como médico y ganó el rango de mayor. Después de la derrota de los republicanos en 1939, Kriegel cruzó los Pirineos hacia Francia, donde fue internado en Saint-Cyprien y luego en Campo de Gurs. El regreso a Checoslovaquia era imposible porque había sido ocupada por la Alemania nazi. Kriegel aceptó una asignación de la Cruz Roja Noruega para ir como médico a China para ayudar en la segunda guerra sino-japonesa. Se unió a un grupo de 20 médicos, entre ellos Friedrich Kisch (1894-1968), hermano de Egon Erwin Kisch. Durante el asedio de Walawbum, trató a casi 50 soldados heridos. Hacia el final de la guerra, sirvió con unidades chinas y estadounidenses en India y Birmania donde presenció la victoria de los Aliados en octubre de 1945.

## De vuelta en Checoslovaquia
Kriegel regresó a Checoslovaquia en noviembre de 1945 y, mientras continuaba trabajando como médico, se involucró en el trabajo político del Partido Comunista. Era miembro del Comité Regional del KSČ en Praga y trabajaba como secretario en las Milicias Populares cuando el KSČ tomó el control del país en febrero de 1948. Fue nombrado subsecretario del Ministerio de Salud en 1949. Durante las purgas políticas del partido en la década de 1950, Kriegel tuvo que dejar el Ministerio y trabajó como médico para la empresa Tatra. Reanudó su carrera médica en 1957 y se convirtió en médico jefe del hospital Vinohrady en Praga. En 1960, fue a Cuba como asesor del gobierno de Fidel Castro sobre la organización de la atención médica, por lo que estaba allí en el momento de la crisis de los misiles. Cuando regresó a Checoslovaquia, Kriegel rechazó un puesto en la organización del partido, pero se presentó como miembro de la Asamblea Nacional y fue elegido en 1964. Finalmente, se convirtió en miembro del Comité Central del KSČ en 1966, aunque se opuso a la corriente conservadora neoestalinista en el partido. Cuando Alexander Dubček fue elegido Primer Secretario del Comité Central del KSČ en enero de 1968, Kriegel fue uno de los principales defensores del ala democrática del partido. A lo largo de este período, no abandonó su carrera médica; trabajó como médico jefe primero en el Instituto de Investigación de Enfermedades Reumáticas (1963-1965) y luego en el hospital Thomayer de Praga (1965-1969).

## Primavera de Praga

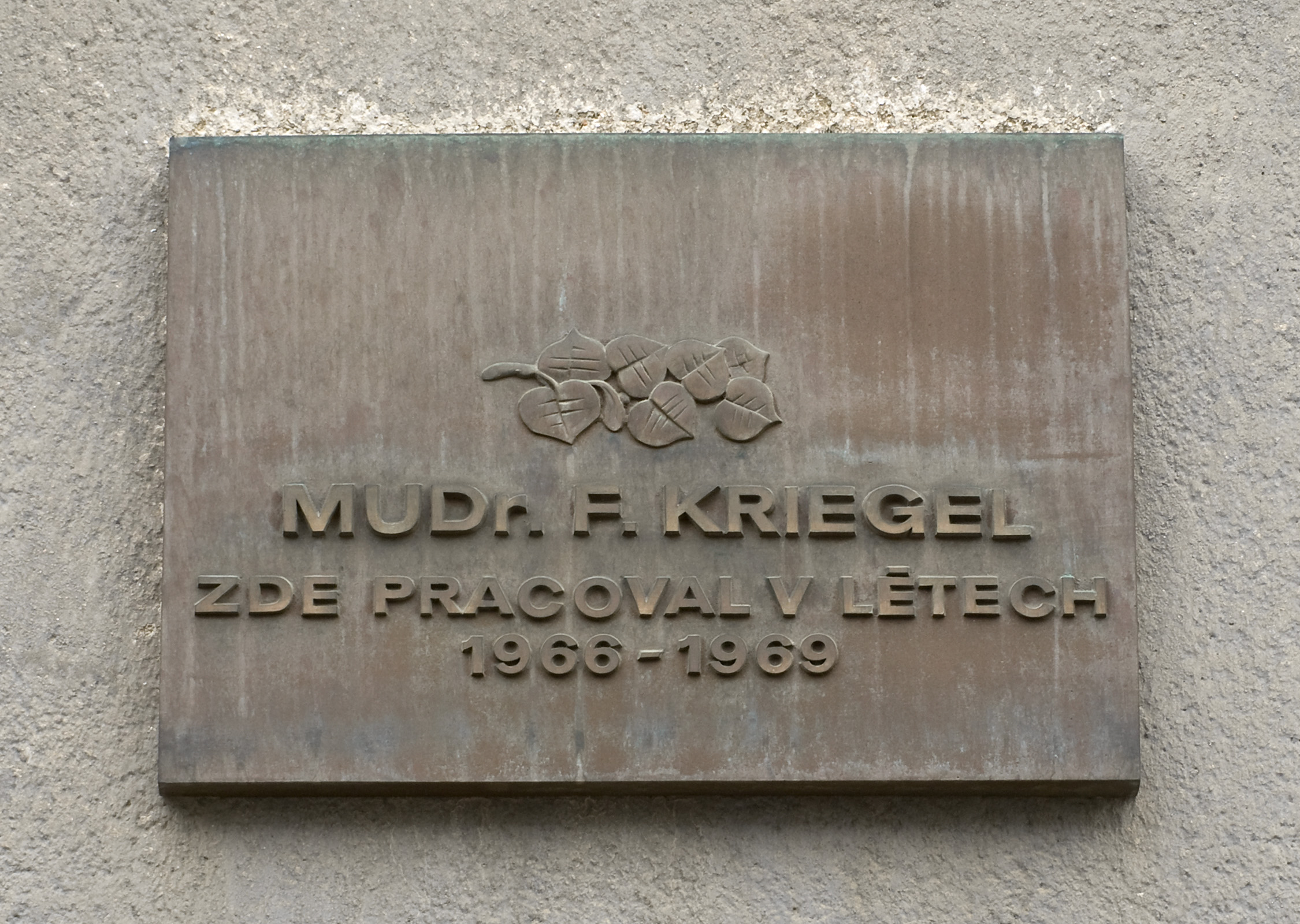
Placa del médico y político comunista checo František Kriegel en la pared del pabellón A4 del Hospital Thomayer de Praga.

En abril de 1968, Kriegel se convirtió en presidente del Comité Central del Frente Nacional (una coalición del Partido Comunista y sus partidos satélites aliados) y miembro del Presidium del Comité Central de KSČ. Como una de las principales personalidades durante la Primavera de Praga, llegó a ser odiado tanto por los funcionarios soviéticos como por los conservadores comunistas checos. Durante la invasión de Checoslovaquia por el Pacto de Varsovia el 21 de agosto de 1968, él y otros cinco representantes principales del Partido fueron arrestados por las unidades de la KGB soviética y la StB checa (Šalgovič) y llevados en avión a Moscú (los otros fueron Alexander Dubček, Oldřich Černík, Josef Smrkovský, Josef Špaček y Bohumil Šimon). Kriegel fue tratado con especial dureza y fue blanco de insultos antisemitas. Los soviéticos desconfiaban tanto de él que no se le permitió estar presente durante las negociaciones de las dos partes, y cuando se le pidió que firmara el texto de la declaración final fue el único de 26 políticos en negarse a firmar el documento. "Envíenme a Siberia o mátenme de un tiro", respondió. Finalmente fue liberado con los demás y, en consecuencia, votó en contra del Tratado de la Estancia Temporal del Ejército Soviético en octubre de 1968 (con otros tres diputados). Fue destituido del Comité Central y luego expulsado del partido en 1969.

## 1969–1979
En la última década de su vida, Kriegel trabajó para la oposición. Fue uno de los primeros en firmar la Carta 77. Murió en el hospital de Praga bajo control policial en 1979, y su cuerpo fue incautado por las autoridades para evitar manifestaciones en su funeral.

## Legado
El "Premio František Kriegel" se otorga anualmente a una persona que ha luchado por los derechos humanos. Fue fundada en Estocolmo, Suecia, en 1987 y está financiada por el Fondo Carta 77. En agosto de 2014, el ayuntamiento del municipio de Praga 2 se negó a concederle la ciudadanía honoraria.